# أموندي
أموندي هي شركة فرنسية لإدارة الأصول . مع 2 يورو تريليون من الأصول الخاضعة للإدارة (AUM) في نهاية عام 2021، وهي أكبر مدير للأصول في أوروبا وواحدة من أكبر 10 مديري استثمار في العالم.  
تأسست الشركة في 1 يناير 2010، وهي نتيجة الاندماج بين أنشطة إدارة الأصول في كريدي أجريكول (كريدي أجريكول لإدارة الأصول، كام) وسوسيتيه جنرال (سوسيتيه جنرال لإدارة الأصول، سجام).  تم إدراج مجموعة أموندي في بورصة يورونكست منذ نوفمبر 2015.  المساهم الأكبر فيها هو كريدي أجريكول أس أيه
ومن الناحية القانونية، تمتلك مجموعة أموندي شركة أموندي لإدارة الأصول، بالإضافة إلى العديد من الشركات التابعة الأخرى في قطاع إدارة الأصول، ولا سيما سي بي أر لإدارة الأصول (سي بي أر أيه أم)  وبي أف تي لاستثمارات المديرين (بي أف تي أي أم) في فرنسا. في عام 2017، استحوذت مجموعة أموندي على شركة بايونير للاستثمارات، وهي شركة إدارة الأصول التابعة لشركة يونيكريديت، وفي عام 2021 استحوذت على شركة ليكسور لإدارة الأصول، وهي شركة تابعة لسوسيتيه جنرال. 
تشارك أموندي في مجموعة من أنشطة إدارة الاستثمار. تعمل الشركة بشكل خاص في الإدارة النشطة، من خلال مجموعة من صناديق الاستثمار المشتركة (إدارة الأسهم ، وإدارة السندات ، والإدارة المتنوعة، وإدارة المنتجات المهيكلة وإدارة الخزانة) وكذلك في الإدارة السلبية كمصدر لصناديق الاستثمار المتداولة ومدير صندوق المؤشرات. وتقدم الشركة أيضًا منتجات في قطاعات استثمار الأصول الحقيقية والبديلة ( العقارات والأسهم الخاصة على وجه الخصوص). وتستهدف عروضها المستثمرين الأفراد والمستثمرين المؤسسيين، إما في شكل استثمارات جماعية أو تفويضات محددة. في فرنسا، تشتهر شركة أموندي على نطاق واسع بأنشطتها في مجال خطط ادخار الموظفين الفرنسيين (توزيع الراتب). وتمتلك الشركة أيضًا وحدة للبحث والتحليل، والتي تصدر منشورات منتظمة حول الظروف الاقتصادية العالمية وتطورات سوق الأوراق المالية.
تمتلك مجموعة أموندي مكاتب في العديد من البلدان حول العالم، بما في ذلك أوروبا وآسيا والولايات المتحدة، ويقدر أن لديها حوالي 100 مليون عميل فردي مباشر أو غير مباشر و1000 عميل مؤسسي في جميع أنحاء العالم. 

== مراجع خارجية
1. 1 2  مذكور في: SIRENE. آخر تحديث: 3 ديسمبر 2024. لغة العمل أو لغة الاسم: الفرنسية.
2. ↑  "Aligned ISNI and Ringgold identifiers for institutions". زينودو (بالإنجليزية). 24 Aug 2017. DOI:10.5281/ZENODO.758080.
3. 1 2  مُعرِّف سجل الشفافيَّة في الاتحاد الأوروبي: 94607479886-02. الوصول: 22 مايو 2022.
4. ↑  وصلة مرجع: https://www.lobbyfacts.eu/datacard/amundi-am?rid=94607479886-02.
5. ↑  "French Asset Management: A piece of the action'". Funds Europe. 1 نوفمبر 2018. مؤرشف من الأصل في 2022-10-19.
6. ↑  Amundi (يناير 2022). "Financial information". About Amundi. مؤرشف من الأصل في 2024-03-09. اطلع عليه بتاريخ 2022-04-25.
7. ↑  Walker، Owen (29 يوليو 2018). "Amundi: A world where scale counts". Financial Times. مؤرشف من الأصل في 2023-05-22.
8. ↑  Bray، Chad (11 نوفمبر 2015). "Amundi Raises $1.6 Billion in I.P.O. in Paris". New York Times. مؤرشف من الأصل في 2022-10-16.
9. ↑  Baker، Sophie (1 أبريل 2016). "Amundi subsidiary CPR Asset Management taps new CEO". Pensions & Investments. مؤرشف من الأصل في 2021-12-08.
10. ↑  Ram، Aliya؛ Sanderson، Rachel (12 ديسمبر 2016). "UniCredit seals €3.5bn Pioneer deal with Amundi". Financial Times. مؤرشف من الأصل في 2022-04-25.
11. ↑  Ramadier, Sylvie (5 Oct 2017). "Amundi, l'épargne et son architecte" [Amundi, the savings and their architect]. Les Echos (بالفرنسية). Archived from the original on 2022-12-16.

```
==
```

## روابط خارجية
- الموقع الرسمي

قالب:Credit Agricole Groupقالب:Major asset management companiesقالب:CAC Mid 60